# André Bouchat
Pour les articles homonymes, voir Bouchat.
André Bouchat (Waha, le 21 juillet 1939) est un homme politique belge, membre du centre démocrate humaniste.
Il est docteur en droit (UCLouvain).

## Carrière politique
Mandats politiques exercés antérieurement ou actuellement :
- 1977-1986 : Echevin à Marche-en-Famenne
- 1981-1987 : Conseiller de la province de Luxembourg
- Sénateur belge coopté (1987-1995)
- 1995-2014 : Député wallon et de la Communauté française.
- 1986-2024 : Bourgmestre de Marche-en-Famenne.